# نيك هاغلوند
نيك هاغلوند (بالإنجليزية: Nick Hagglund)‏ (14 سبتمبر 1992 بسينسيناتي في الولايات المتحدة - ) هو لاعب كرة قدم أمريكي في مركز الدفاع. لعب مع نادي تورونتو وToronto FC II ‏.

## روابط خارجية
- نيك هاغلوند على موقع الدوري الأمريكي (الإنجليزية)
- نيك هاغلوند على موقع قاعدة بيانات كرة القدم.إي يو (الإنجليزية)
- نيك هاغلوند على موقع Soccerway.com (الإنجليزية)
- نيك هاغلوند على موقع عالم كرة القدم.نت (الإنجليزية)
- نيك هاغلوند على موقع AS.com (الإسبانية)